# Anarcoilegalismo
O Ilegalismo, também conhecido como Anarcoilegalismo é uma filosofia anarquista surgida na França, Itália, Espanha, Bélgica e Suíça durante os primeiros anos da década de 1900 como desenvolvimento do anarquismo individualista e do niilismo.

## Histórico
O ilegalismo tomou grande importância para uma geração europeia inspirada pelo descontentamento da década de 1890, durante a qual os anarquistas Ravachol, Émile Henry, Auguste Vaillant e Sante Caserio cometeram crimes memoráveis contra o capital e o estado, de acordo com a chamada "Propaganda pelo Ato".
Seus adeptos adotaram abertamente o crime como modo de vida. Em suas reflexões e práticas condenavam a visão legalista enquanto limitadora da ação revolucionária, uma vez que as leis das sociedades burguesas eram vistas por eles como imorais e antiéticas já que compactuavam para a manutenção das injustiças sociais e com a exploração do homem pelo homem.
Eh, bem, se os governantes podem usar contra nós rifles, correntes e prisões, nós devemos, nós os anarquistas, para defendermos nossas vidas, devemos nos ater às nossas premissas? Não. Pelo contrário, nossa resposta aos governantes será a dinamite, a bomba, o estilete, o punhal. Em uma palavra, temos que fazer todo o nosso possível para destruir a burguesia e o governo. Vocês que são representantes das companhias burguesas, se vocês querem minha cabeça, tirem-na!— Sante Caserio em seu julgamento
Influenciado pelo individualismo de Max Stirner, o ilegalismo rompeu com anarquistas como Clement Duval e Marius Jacob, que justificavam o roubo com a teoria da reprise individuelle (em francês) (represaria individual). O grupo francês chamado Bando Bonnot e o grupo espanhol Los Solidarios foram dois dos mais famosos grupos ilegalistas.
É possível justificar o ato de roubar e o ilegalismo, se forem entendidos como parte de uma moralidade revolucionária maior no ideário da luta de classes.— Élisée Reclus

## Críticas ao ilegalismo
"O maior perigo das bombas é a explosão de estupidez que elas provocam."— Octave Mirbeau

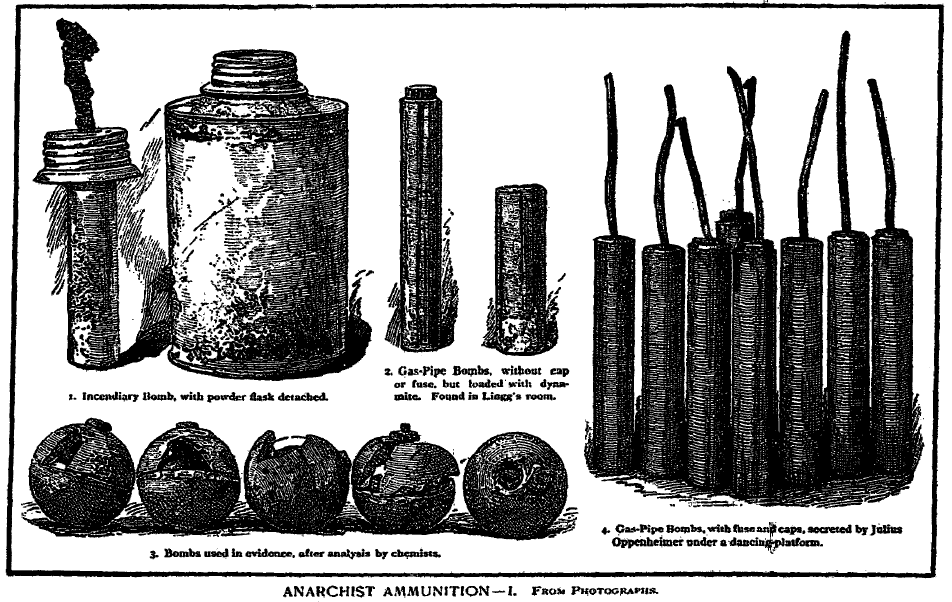
Tipos de bombas utilizadas pelos anarquistas ilegalistas

O ilegalismo provocou grandes controvérsias e foi contestado dentro do âmbito do anarquismo, particularmente pelos defensores do anarcossindicalismo que viam na ação dos ilegalistas ímpetos individuais que em nada beneficiavam o movimento operário. Muitos socialistas argumentaram que o ilegalismo repetia a mentalidade capitalista, ou mesmo que representava um retorno ao niilismo.
Após sua prisão por oferecer abrigo para membros do Bando Bonnot, Victor Serge, que havia sido um enérgico defensor do ilegalismo, passou a ser um de seus mais duros críticos. Em suas Memórias de um revolucionário, Serge descreve o ilegalismo como "um suicídio coletivo". De maneira muito similar, Marius Jacob afirmava em 1948: "Não creio que o ilegalismo possa libertar o individuo na atual sociedade… Basicamente, o ilegalismo, considerado como um ato de revolta, é mais um tema de temperamento do que de doutrina"
Os anarco-individualistas atuais como Fred Woodworth (editor do periódico The Match!), Joe Peacott ou Larry Gambone são também extremamente críticos ao ilegalismo por considerá-lo pouco ético.